# Jacques-François de Lancry
Pour l’article homonyme, voir Lancry.
Jacques-Charles-François, chevalier de Lancry (21 avril 1753, Compiègne - 3 septembre 1838, Compiègne), est un militaire et homme politique français.

## Biographie
Il entra à l'âge de quinze ans dans les mousquetaires du roi, puis reçu le brevet de capitaine de cavalerie, et fut nommé lieutenant du roi à Compiègne en survivance de son père. Sous la Terreur, il fut emprisonné avec sa famille dans les prisons de Chantilly.
Lieutenant-colonel de gendarmerie et chevalier de l'ordre de Saint-Louis en 1814, il est maire de Compiègne de 1811 à 1830 et conseiller général de l'Oise (à l'exception de la période des Cent-Jours). 
Il fut élu député par les royalistes du département de l'Oise, le 22 août 1815, au grand collège. Lancry vota obscurément avec la majorité de la Chambre introuvable et ne fit pas partie d'autres législatures. Il quitta ces différents mandats après la révolution de Juillet 1830.

## Sources
- « Jacques-François de Lancry », dans Adolphe Robert et Gaston Cougny, Dictionnaire des parlementaires français, Edgar Bourloton, 1889-1891 [détail de l’édition]
- Jules de Saintry, M. de Lancry (Jacques-François), ancien capitaine de cavalerie..., 1851